# Oberdrauburg
Oberdrauburg est une commune autrichienne du district de Spittal an der Drau en Carinthie.

## Personnalités

### Citoyens d'honneur
- Franz Jochum (* 02.01.1944)

### Fils et filles de la ville
- Hellmuth Marx (1915–2002)